# Jørgen Fonemy
Jørgen Fonemy eller JT Fonemy eller Jørgen Thomsen (født 2. december 1948 i Hasseris, død juni 2025) var en dansk musiker.

## Karriere
Jørgen Thomsen spillede i en kort periode i et orkester kaldet "The Lennons", hvorefter han i 1966 blev trommeslager ,og senere sanger, i pigtrådsgruppen the Clidows. Efter at gruppen gik i opløsning, blev Thomsen trommeslager i The Scarlets hvor også søstrene Lecia og Lucienne optrådte.
I 1970'erne var han sanger i gruppen Kashmir - som ikke har noget med de nuværende Kashmir at gøre - og udgav sideløbende et par grammofonplader i eget navn, bl.a. "Pigtråd" hvor Tim Stahl (fra Kashmir), John Guldberg og Flemming Bjergby medvirker. Sin største succes som solist kom i 1980, hvor han udgav pladen "Rul min hud" der skabte en vis omtale, og nogen steder nærmest blev kult. Succesen skyldtes måske også, at det var en ret omfattende produktion med en del kendte musikere på listen over medvirkende. Man hører blandt andet Michael Hardinger, Tommy Seebach, Tim Stahl, og John Guldberg.
I 1984 udgav Jørgen Thomsen pladen "Tungen ud af vinduet", hvor han selv spillede alle instrumenter, og senere en single som en del af AIDS-kampagnen, og det blev det foreløbigt sidste man hørte til ham. I resten af 1980'erne arbejdede han som studiemusiker og korsanger - blandt andet for duoen Laid Back - men trak sig siden tilbage til et job som ekspedient i en pladeforretning.
Jørgen Thomsen flyttede i 1990'erne til Allinge på Bornholm og begyndte at deltage i det lokale musikliv. Ganske uventet blev Jørgen Thomsen - som nu kaldte sig "Fonemy" - landskendt, da han ved et tilfælde blev interviewet af TV 2/Bornholm. Klippet, hvor Fonemy udtaler sig om piger der taler bornholmsk, blev bemærket af redaktionen bag Natholdet som besluttede sig for at finde ud af hvem denne Fonemy er. Det førte til en del opmærksomhed, og gjorde sangeren næsten mere kendt end han var i sin oprindelige karriere.
Han døde i slutningen af juni 2025, 76 år gammel. 

## Diskografi
Sammen med Kashmir:
- Jodle-Knud (1971)
- Forår (1972)
- Myrna og Myreslugeren (1972)

Solo:
- Pigtråd (1976)
- Jeg har gummi i min tegnebog / Black Jack (single, 1978, også udgivet på kampagne-LPen "Jane & Knud - en LP om prævention")
- Rul min hud (1980)
- Tungen ud af vinduet (1984)
- Karmaklask (2018)